# Flavin

Den tricykliska isoalloxazin, av vilken flavinerna är derivat

Riboflavin

Flaviner (från latin flavus, gul)) är ett samlingsnamn för en grupp organiska föreningar baserade på pteridin, utgående från den heterocykliska isoalloxazin. Den biologiska källan är vitaminet riboflavin. Flavinets funktionella grupp förenas ofta med adenosindifosfat till flavin-adenin-dinukleotid (FAD), och återfinns i andra sammanhang som flavinmononukleotid (FMN) - en fosforylerad form av riboflavin. Det är i den ena eller andra av dessa två former som flavin förekommer som prostetisk grupp i flavoproteiner.
Flavingruppen kan undergå redoxreaktioner genom att antingen uppta en elektron åt gången i två steg, eller ta emot två elektroner samtidigt. Reduktion sker genom bindning av väteatomer till två specifika kväveatomer i ringsystemet. 

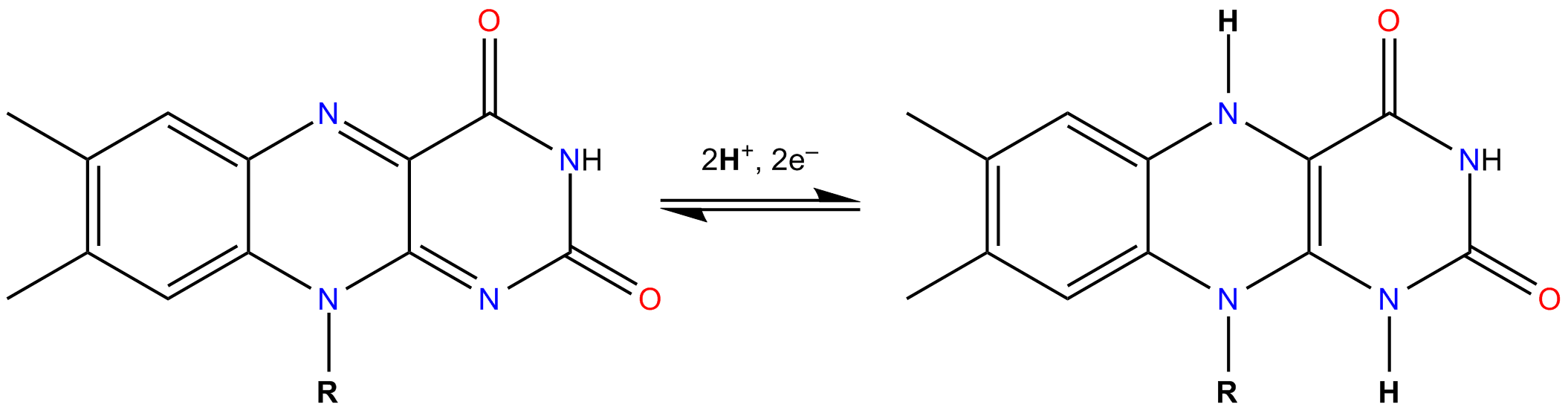
Jämvikt mellan den oxiderade (till vänster) och den fullständigt reducerade (till höger) formen av flavin.